# 田鎮南
田鎮南（1888年12月26日—1974年12月2日），字柱峰，號位午。河南省項城縣人。民國37年（1948年）在河南省第三選區當選第一屆立法委員。

## 生平[1][2]
- 北洋陸軍小學堂畢業、陸軍師範畢業、陸軍協和學堂畢業
- 北洋二師隊官督隊
- 保定陸軍速成學校
- 陸軍步兵上尉（江西戰役保授）、少校（瀘溪戰役保授）、中校（湖南戰役保授）、少將、中將
- 陸軍第十三混成旅步兵第二團團附
- 陸軍第十三混成旅步兵第二團第三營營長
- 四等文虎章
- 陸大甲將第三期
- 第二集團軍總司令部副總司令
- 陸軍第四十二軍副軍長
- 第八兵團副司令官總指揮
- 軍長
- 河南省政府委員
- 民國63年12月2日病故[3]